# Bjurholm (plaats)
Bjurholm is de hoofdplaats van de gemeente Bjurholm in het landschap Ångermanland en de provincie Västerbottens län in Zweden. De plaats heeft 987 inwoners (2005) en een oppervlakte van 173 hectare. De plaats ligt aan de rivier de Öreälven op een afstand van circa 60 kilometer ten noordwesten van de stad Umeå.

## Verkeer en vervoer
Bij de plaats lopen de Riksväg 92 en Länsväg 353.